# Natalie Martinez

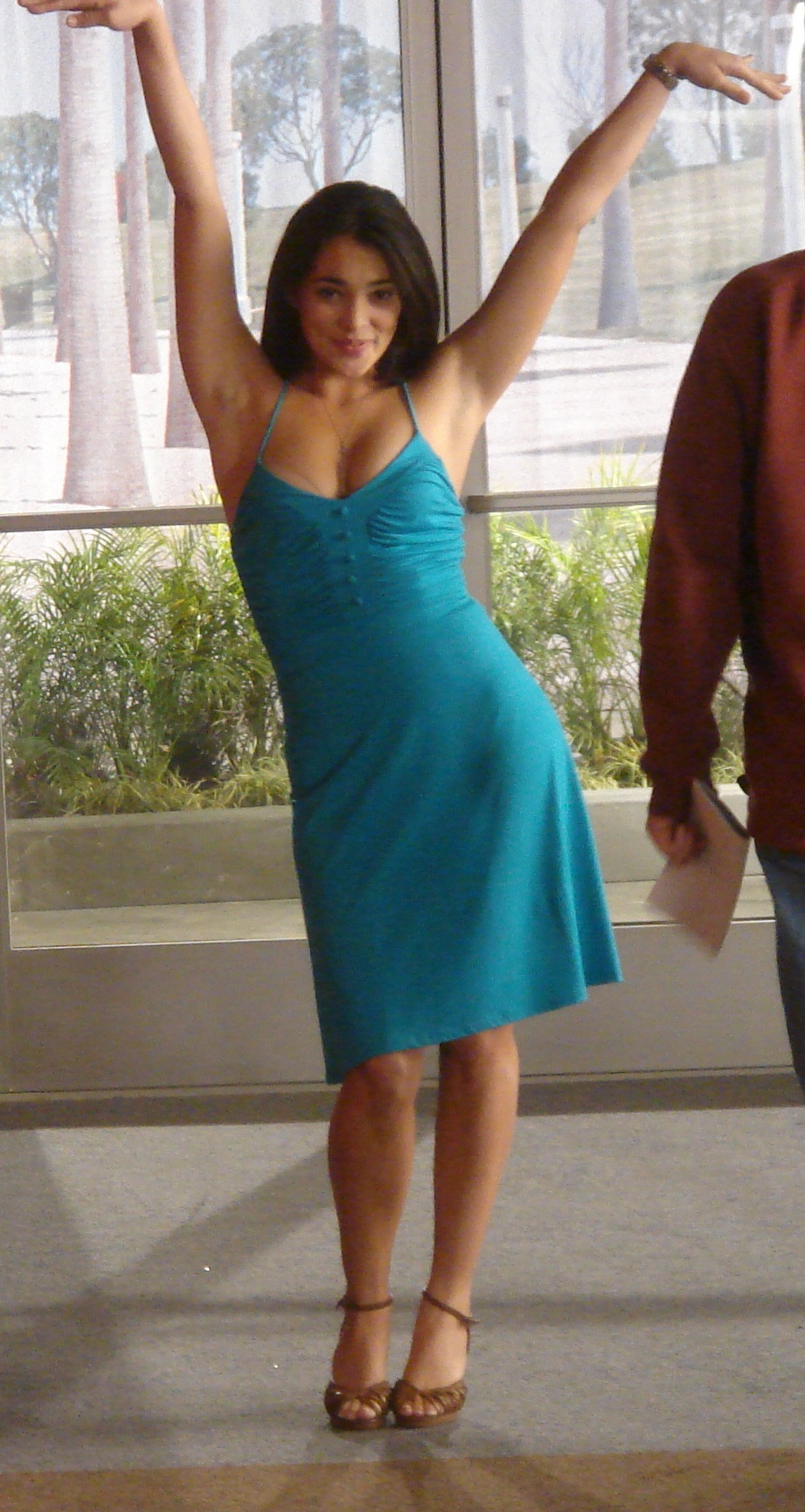
Natalie Martinez (2007)

Natalie Martinez (ur. 12 lipca 1984 w Miami) – amerykańska aktorka i modelka, która wystąpiła m.in. w filmach Death Race: Wyścig śmierci, Bogowie ulicy, Władza i serialach The Crossing. Przeprawa, Kingdom i CSI: Kryminalne zagadki Nowego Jorku .

## Filmografia

### Filmy
| Rok  | Tytuł                      | Rola                     | Uwagi       |
| ---- | -------------------------- | ------------------------ | ----------- |
| 2008 | Death Race: Wyścig śmierci | Case                     |             |
| 2011 | Magic City Memoirs         | Mari                     |             |
| 2012 | Bracia Oodie               | Ariana                   |             |
| 2012 | Bogowie ulicy              | Gabby Zavala             |             |
| 2013 | Władza                     | Natalie Barrow           |             |
| 2015 | Klucz do wieczności        | Madeline Bitwell         |             |
| 2016 | The Land                   | Evelyn                   |             |
| 2016 | Message from the King      | Trish                    |             |
| 2017 | Niebezpieczni intruzi      | Nicole                   |             |
| 2019 | Paskudy. UglyDolls         | Meghan (głos)            |             |
| 2019 | Battle at Big Rock         | Mariana                  | krótkometr. |
| 2021 | Reminiscencja              | Avery Castillo           |             |
| 2022 | Wendell i Wild             | Marianna Cocolotl (głos) |             |

### Telewizja
| Rok       | Tytuł                                | Rola                  | Uwagi              |
| --------- | ------------------------------------ | --------------------- | ------------------ |
| 2006      | Fashion House: Kobiety na krawędzi   | Michelle Miller       | gł. rola (55 odc.) |
| 2007      | Saints & Sinners                     | Pilar Martin          | gł. rola (62 odc.) |
| 2010      | Sons of Tucson                       | Maggie Morales        | 2 odc.             |
| 2010      | El Dorado                            | Maria Martinez        | miniserial; 2 odc. |
| 2010–2011 | Detroit 1-8-7                        | Det. Ariana Sanchez   | gł. rola (18 odc.) |
| 2012      | Widow Detective                      | Maya Davis            | niewykorzys. pilot |
| 2012–2013 | CSI: Kryminalne zagadki Nowego Jorku | Jamie Lovato          | 12 odc.            |
| 2013–2014 | Pod kopułą                           | Linda Esquivel        | gł. rola (14 odc.) |
| 2014      | Matador                              | Salma                 | 1 odc.             |
| 2015      | Podejrzany                           | Jessica "Jess" Murphy | gł. rola (10 odc.) |
| 2015–2017 | Kingdom                              | Alicia Mendez         | gł. rola (16 odc.) |
| 2016      | Od zmierzchu do świtu                | Amaru                 | 2 odc.             |
| 2017      | APB                                  | Theresa Murphy        | gł. rola (12 odc.) |
| 2018      | The Crossing. Przeprawa              | Reece                 | gł. rola (11 odc.) |
| 2019      | Into the Dark                        | Jennifer Robbins      | 1 odc.             |
| 2019      | The I-Land                           | Chase                 | gł. rola           |
| 2020      | The Fugitive                         | Allison Ferro         | gł. rola           |
| 2020      | The Twilight Zone                    | Ana                   | 1 odc.             |
| 2021      | Bastion                              | Dayna Jurgens         | 2 odc.             |
| 2021–2022 | Ordinary Joe                         | Amy Kindelán          | gł. rola (13 odc.) |
| 2024      | Małpi biznes                         | Rosa Campesino        | w gł. obsadzie     |